# 요산김정한문학상
요산문학상(樂山文學賞)은 소설가 요산 김정한의 삶과 문학정신을 기리기 위해 1984년 제정된 대한민국의 문학상으로 부산일보사에서 주최한다. 제32회부터 요산김정한문학상으로 명칭이 변경됐다. 매년 10월~11월 부산에서 열리는 요산문학축전 기간 중 시상한다. 상금은 초기 500만 원이었으며, 제24회부터 1,000만 원으로, 제26회부터 2,000만 원으로 올랐다.

## 역대 수상자
| 회     | 수상년도 | 작가                   | 작품                                   | 비고                                   |
| ------ | -------- | ---------------------- | -------------------------------------- | -------------------------------------- |
| 제1회  | 1984년   | 소설가 하근찬          |                                        |                                        |
| 제2회  | 1985년   | 시인 문병란            |                                        |                                        |
| 제3회  | 1986년   | 소설가 윤정규          |                                        |                                        |
| 제4회  | 1987년   | 소설가 김원일          |                                        |                                        |
| 제5회  | 1988년   | 평론가 구중서          |                                        |                                        |
| 제6회  | 1989년   | 시인 임강빈            |                                        |                                        |
| 제7회  | 1990년   | 소설가 이문구          |                                        |                                        |
| 제8회  | 1991년   | 평론가 김병걸          |                                        |                                        |
| 제9회  | 1992년   | 소설가 오성찬          |                                        |                                        |
| 제10회 | 1993년   | 시인 김규태            |                                        |                                        |
| 제11회 | 1994년   | 소설가 김윤식          |                                        |                                        |
| 제12회 | 1995년   | 소설가 윤흥길          |                                        |                                        |
| 제13회 | 1996년   | 소설가 송기숙          |                                        |                                        |
| 제14회 | 1997년   | 평론가 백낙청          |                                        |                                        |
| 제15회 | 1998년   | 소설가 박태순          |                                        |                                        |
| 제16회 | 1999년   | 문예지 오늘의 문예비평 |                                        |                                        |
| 제17회 | 2000년   | 평론가 염무웅          |                                        |                                        |
| 제18회 | 2001년   | 소설가 이호철          |                                        |                                        |
| 제19회 | 2002년   | 소설가 이규정          | 《당신 손에 맡긴 영혼》                | ISBN 9788978785884                     |
| 제20회 | 2003년   | 소설가 조갑상          | 《누구나 평행선 너머의 사랑을 꿈꾼다》 | ISBN 9788933801383                     |
| 제21회 | 2004년   | 소설가 김용성          | 《기억의 가면》                        | ISBN 9788932015156                     |
| 제22회 | 2005년   | 소설가 임철우          | 《백년여관》                           | ISBN 9788984311367                     |
| 제23회 | 2006년   | 소설가 문순태          | 《울타리》                             | ISBN 9788957071663                     |
| 제24회 | 2007년   | 소설가 이동하          | 《우렁각시는 알까?》                   | ISBN 9788972753902                     |
| 제25회 | 2008년   | 소설가 정도상          | 《찔레꽃》                             | ISBN 9788936433666                     |
| 제26회 | 2009년   | 소설가 한창훈          | 《나는 여기가 좋다》                   | ISBN 9788954607612                     |
| 제27회 | 2010년   | 소설가 정건영          | 《낯선 시간 위에서》                   | ISBN 9788955540598                     |
| 제28회 | 2011년   | 소설가 공선옥          | 《꽃 같은 시절》                       | ISBN 9788936433840                     |
| 제29회 | 2012년   | 소설가 강동수          | 《제국익문사 - 대한제국 첩보기관》1·2  | ISBN 9788939206342, ISBN 9788939206359 |
| 제30회 | 2013년   | 소설가 최성각          | 《쫓기는 새》                          | ISBN 9788939207011                     |
| 제31회 | 2014년   | 소설가 성석제          | 《투명인간》                           | ISBN 9788936434144                     |
| 제32회 | 2015년   | 소설가 정찬            | 《길, 저쪽》                           | ISBN 9788936434199                     |
| 제33회 | 2016년   | 소설가 김탁환          | 《거짓말이다》                         | ISBN 9788998791544                     |
| 제34회 | 2017년   | 소설가 조선희          | 《세 여자》1·2                         | ISBN 9791160400717, ISBN 9791160400724 |
| 제35회 | 2018년   | 소설가 정영선          | 《생각하는 사람들》                    | ISBN 9788965455158                     |
| 제36회 | 2019년   | 소설가 김성동          | 《민들레꽃반지》                       | ISBN 9791160200874                     |